# Umbakumba
Umbakumba ist eine Aborigines-Siedlung auf Groote Eylandt, die 650 Kilometer östlich von Darwin, 13 Kilometer von Angurugu und 50 Kilometer vom australischen Festland entfernt liegt.

## Geschichte
Groote Eylandt wird seit langer Zeit von den Aborigines der Anindilyakwa bewohnt. Die Aborigines-Siedlung Umbakumba wurde 1938 als Basis für das Seegurkenfischen und für die Flugboote von Qantas gegründet. Während des Zweiten Weltkriegs kam es zur militärischen Nutzung der Bucht vor dem Ort und des Ortes für die Flugboote der Royal Australian Air Force. Nach dem Weltkrieg war der Ort eine Missionsstation der Church Missionary Society bis zu ihrer Schließung im Jahr 1966. Anschließend übernahm die australische Regierung die Station.
1948 hatte die American-Australian Scientific Expedition to Arnhem Land 14 Wochen lang ihr Lager bei dem Ort aufgeschlagen.
Als 1964 die Groote Eylandt Mining Company begann eines der größten Manganerzvorkommen der Erde auf Groote Eylandt abzubauen, fanden zahlreiche Aborigines Beschäftigung im Bergbau, der jährlich etwa drei Millionen Tonnen Erz fördert.
Groote Eylandt wurde 1976 zum Aboriginal freehold land und 2006 zur Indigenous Protected Area ernannt.

## Bevölkerung
Auf Groote Eylandt Indigenous leben 14 Clans der Anindilyakwa.  Der traditionelle Eigentümer des Gebiets von Umbakumba ist der Clan der Mamarika.
2016 wurden 503 Bewohner gezählt. Davon waren 96 % Aborigines und 37 % unter 20 Jahren alt. Die Aborigines auf Groote Eylandt sprechen Anindilyakwa und Englisch; in Umbakumba sprechen auch einige die Yolngu Matha.
Verwaltet wird Groote Eylandt vom Anindilyakwa Land Council, das den Regelungen des Aboriginal Land Rights (Northern Territory) Act 1976 unterliegt.
Umbakumba hat eine Schule mit 7 Vollzeit-Lehrern für durchschnittlich 55 Schüler.